# Erdmuth Dorothea von Sachsen-Zeitz

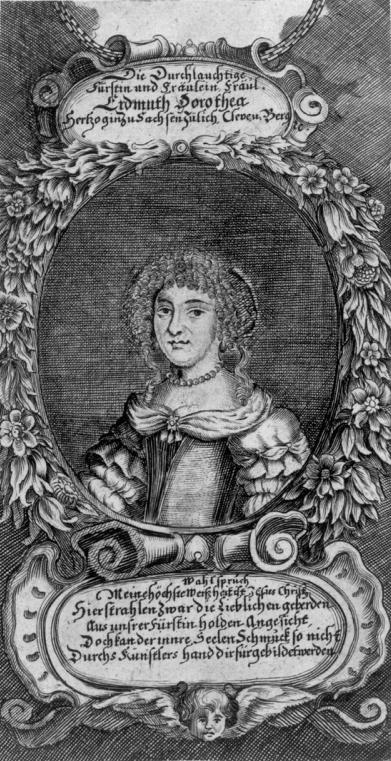
Erdmuth Dorothea von Sachsen-Zeitz.

Erdmuth Dorothea von Sachsen-Zeitz (* 13. November 1661 in Naumburg; † 29. April 1720 auf Schloss Bündorf bei Merseburg) war die Ehefrau von Herzog Christian II. von Sachsen-Merseburg, den sie am 14. Oktober 1679 auf Schloss Moritzburg geheiratet hatte.

## Wirken im Herzogtum Sachsen-Merseburg
Sie war die Tochter des Herzogs Moritz von Sachsen-Zeitz aus dessen Ehe mit Dorothea Maria von Sachsen-Weimar.
Nach dem Tod von Herzog Christian II. von Sachsen-Merseburg im Jahr 1694 übernahm sie die Vormundschaft über ihren Sohn Moritz Wilhelm von Sachsen-Merseburg, der auch Geigenherzog genannt wurde, bis zu seiner Volljährigkeit 1712. Sie führte die Regierungsgeschäfte und engagierte sich für die Lauchstädter Heilbrunnen. Diese ließ sie im Jahre 1710 einfassen, ein hölzernes Brunnenhäuschen errichten und Linden anpflanzen, die ein grünes Gewölbe bildeten. Im Jahre 1720 verstarb die Witwe auf dem Schloss Bündorf, das sie käuflich von der Familie Bothfeld erworben hatte. Beigesetzt wurde sie in der Fürstengruft des Doms zu Merseburg.
Aus Anlass ihres Todes wurde ein Dukatengoldstück geprägt. Heute erinnert einer der vier Obelisken im Garten von Schloss Merseburg an sie.